# Lasarte-Oria
Lasarte-Oria är en kommun i provinsen Gipuzkoa i den autonoma regionen Baskien i norra Spanien. Orten ligger vid floden Oria, cirka 6,5 kilometer sydväst om San Sebastián. Kommunen har 19 312 invånare (2024), på en yta av 6,01 km².